# Ibrahim Hamato
(Ibrahim Hamato)
Ibrahim Hamato (in arabo ابراهيم حمدتو‎?; Damietta, 1º luglio 1973) è un tennistavolista egiziano paralimpico.
Amputato ad entrambe le braccia, è il primo giocatore nella storia dei Giochi paralimpici a praticare il tennistavolo paralimpico usando la bocca per impugnare la racchetta.
Ha vinto numerosi riconoscimenti nel corso degli anni, tra cui la medaglia d'argento ai campionati africani nel 2011 e 2013.

## Biografia

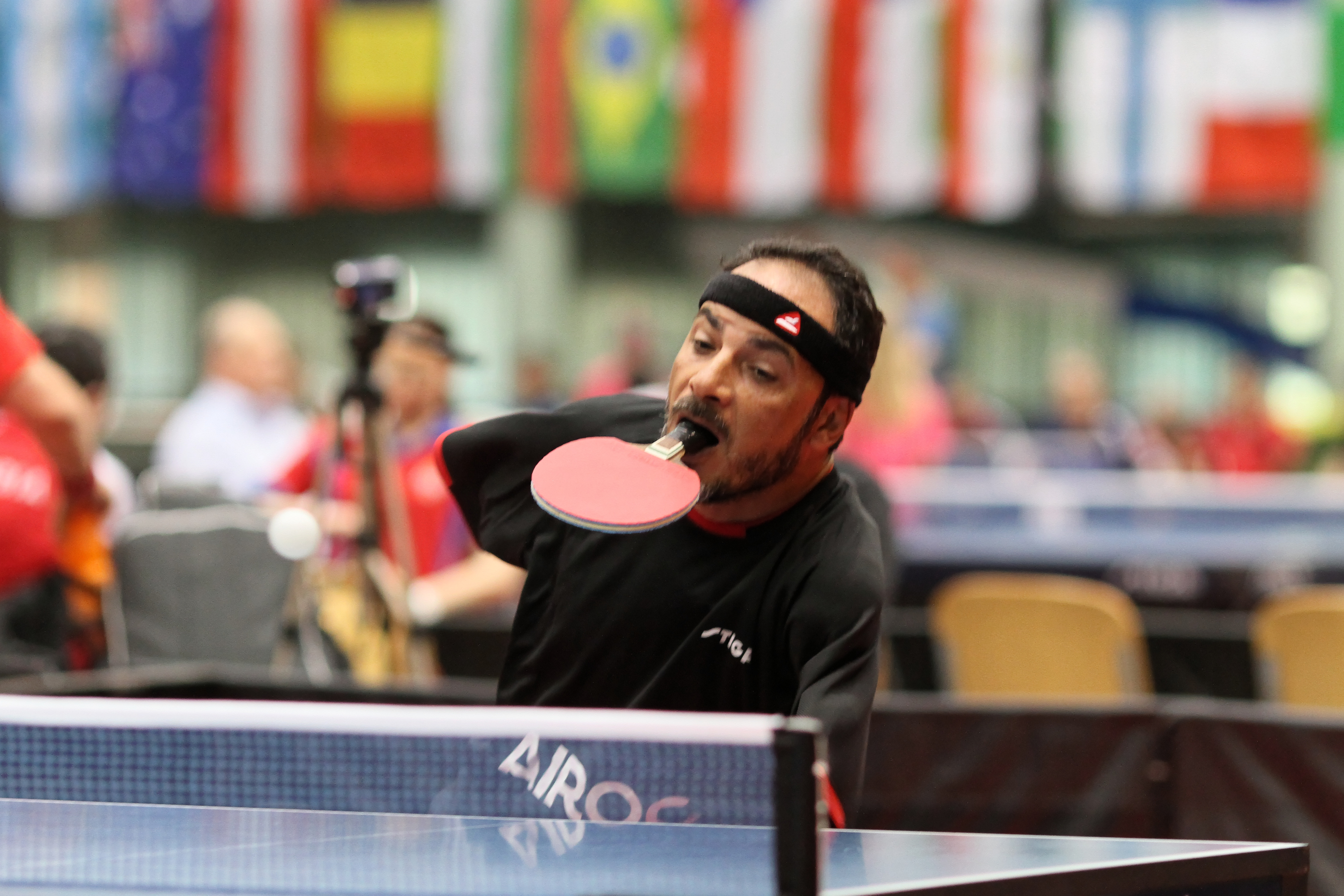
Ibrahim Hamato

Hamato ha perso entrambe le braccia all'età di 10 anni a causa di un incidente ferroviario. In un'intervista con la CNN, ha detto:
Il gioco del calcio si rivelò troppo pericoloso in caso di caduta, perciò si dedicò maggiormente nel tennistavolo. Inizialmente Hamato si incuneava la racchetta sotto l'ascella, per poi iniziare a tenersela in bocca. Per poter effettuare da solo il servizio (cosa richiesta a livello internazionale), Hamato usa il piede destro per lanciare la pallina.
Hamato ha vinto un premio d'onore nell'ambito della 6ª edizione del Mohammed bin Rashid Al Maktum Creative Sports Award per la categoria di atleti che hanno ottenuto successi nello sport nonostante le grandi sfide umanitarie (categoria di persone con bisogni speciali) dopo aver guadagnato il secondo posto e aver vinto la medaglia d'argento durante i campionati africani di tennistavolo paralimpico nel dicembre 2013.
Ha rappresentato l'Egitto ai Giochi Paralimpici Estivi 2016 e 2020 a Rio de Janeiro e Tokyo.
Hamato è sposato ed è padre di tre figli.